# Prick József
Prick József (Szilágysomlyó, 1823. február – Beodra, 1872. május 10.) magyar jogász, politikus, alispán, országgyűlési képviselő.

## Életútja
Tanulmányokat a szatmári líceumban folytatott, majd elvégezte a nagyváradi jogakadémiát. 1845-ben ügyvédi vizsgát tett, majd irodát nyitott Pesten. Egészségi állapota, s tapasztalatok szerzése céljából is utazásokat tett a világ különböző országaiba. Az 1848-as magyar szabadságharc híre Törökországban érte, azonnal hazasietett, egészségi állapota nem engedte meg, hogy fegyverrel harcoljon, de a hivatalnoki kar nélkül maradt Torontál vármegye jegyzője lett az 1848-49-es magyar szabadságharc egész ideje alatt. Így a világosi fegyverletétel után neki is menekülnie kellett. Török száműzetésbe került, előbb Viddinbe ment, onnan Kossuth Lajossal és kíséretével Sumlába, ahol Gorove Istvánnal együtt a menekültek bizottságának titkáraként működött. Igyekezett segíteni a szabadságharc száműzötteinek letelepítésében. Ez nem volt könnyű feladat, Kossuth Lajos ellen merényletet szerveztek az osztrákok, Vay gróf a Konstantinápolyban tartózkodó menekülteket felhívta, hogy gyűljenek össze s vezetése alatt a külügyi hivatalba menjenek. A száműzöttek szónokul Prick József társukat választották, a kitűnő képzettségű s kitűnő nyelvismeretekkel bíró férfiút. A száznál többre menő küldöttség szószólója csaknem két óra hosszáig tartó francia szónoklatban meg akarta győzni a külügyi hivatal vezetőjét, hogy Kossuth szabadon bocsátása az egyedüli elégtétel a merénylettel szemben. 1851 június 5-én Southampton városában, Angliában, kötött mintegy 40 emigráns. 1851-ben Angliában gyülekeztek a magyar szabadságharc menekültjei, Prick vezetésével a Portsmouth-i kikötőben 112 fő emigráns szállt fel a „Davoshire” nevű hajóra, s kelt át az Atlanti-óceánon, 1851 június 31-én érkeztek meg New York-ba.
Prick József mindjárt kihallgatásra jelentkezett New York polgármesterénél, aki ajánló levéllel küldte át őt a bevándorlási biztoshoz. A bevándorlási biztos egy hétre elszállásolta őket a legsötétebb East Sideon, munkát azonban nem szerzett nekik, az emigránsoknak magukról kellett gondoskodniok. Prick és csoportjából számosan az Újházy László által alapított New Budára szerettek volna eljutni, de Iowa állam nagyon messzire volt a korabeli közlekedési viszonyok közepette. Abból az 1700 dollárból, amit a magyar menekültek segélyezésére alakult amerikai bizottságtól kaptak, az útnak indult emigránsok csak Chicagoig jutottak el. Itt megrekedtek, egy Corcoran nevű New York-i bankár ugyan hajlandó lett volna Prick csoportját Iowa államba elszállítani, ha az időközben Amerikába érkezett Kossuth Lajos igent mond. Kossuth viszont nemet mondott. Idézünk Prick Kossuth Lajoshoz írt levelére kapott válaszból:
„...Nekem mindenekelőtt a haza megmentésének szent érdeke forogván szemeim előtt, egyedül és kizárólag ez eszmének élek; gyenge és megtörött testi erőmet, mint egy galvanikus hatalom, csak ez tartja össze. Ha egyszer célomat kivittem, vagy ha olyan szerencsétlen lennék annak kivitele felett kétségbeesni: össze fogok omlani, mint egy test, melyet a vitalitás elhagyott. Ennélfogva én a telepi kérdést körömön kívülinek vagyok kénytelen tekinteni, mert nem helyeselhetem azt, hogy valaki magyar létére hazájának jövőjén kétségbe essék, már pedig a letelepedés expatriatio vagy legalább ilyesminek adná tanúságát.”
Újházy László is hasonló választ kapott szóban Kossuth Lajostól Saint Louis-ban 1852 március 9-én. No de térjünk vissza a Chicagóban rekedt magyar emigránsokhoz. A chicagóiak kisegítették a magyar emigránsokat, útiköltséggel látták el azokat, akik más államokba akartak utazni vagy visszamenni New Yorkba. Voltak, akik itt maradtak, Prick József a Dearborn Akadémián tanított francia és latin nyelvet, esténként a gyermekkorában megtanult magyar verseket szavalta, hogy ne feledje a magyar nyelvet. Mihalotzy Gézából keresett orvos lett, Sánta József tüzérőrnagy üzletet nyitott. Jó hírt szereztek a magyaroknak a chicagói magyarok, Prick, Mihalotzy, Sánta mellett Jekelfalussy Sándor, Kovács Gusztáv, Fülöp József, Molnár József, stb. Kossuth Lajos amerikai körútján elhangzott beszédeinek pozitív visszhangja volt (kivéve a déli rabszolgatartó államokat), a magyar emigránsokat szívesen alkalmazták, mert megbízható, jó munkaerőnek bizonyultak, az átlagos gazdasági okból bevándorlóknál jóval műveltebbek voltak. Prick lejegyezte naplójában:
„Honunkban született idegen ajkú egyének: tótok, csehek, morvák is örömest nevezik magukat magyarnak, tudván azt, hogy a magyar névnek jó hangzása, sajátságos varázsa van.”
A chicagói 1848-49-es szabadságharc emigránsai közül számosan helytálltak az amerikaiakkal együtt az amerikai polgárháborúban az északiak oldalán Amerika egységéért és a rabszolga-felszabadításért. Prick József teljességgel velük volt lélekben, de egészségi állapota miatt nem harcolhatott. Szíve haza felé húzott, 1857–59 közt Európában járt, az 1867-es kiegyezés után hazatelepedett. 1869-ben ellenzéki országgyűlési képviselőnek választották a lovrin-billédi kerületben, 1872-ben Torontál vármegye alispánja lett.
1872-ben Ferenc József árvíz által sújtott területeken tett körútján Prick József alispán kísérő menetben haladó kocsija Beodránál árokba borult, s látszólag bokatörést szenvedett, de négy nap múlva belső sérülései miatt elhunyt Beodrán. Nagybecskereken kísérték utolsó útjára.